# Lehlohonolo Seema
Lehlohonolo Seema (ur. 9 czerwca 1980 w Mafeteng) – sotyjski piłkarz występujący na pozycji defensywnego pomocnika.

## Życiorys
Większą część swojej kariery spędził w klubie z Republiki Południowej Afryki o nazwie Bloemfontein Celtic FC. Grał tam osiem lat. W latach 2006–2011 występował w Orlando Pirates. Był również zawodnikiem Mpumalanga Black Aces FC oraz rodzimych Chelsea Maseru, Matlama FC i Bantu FC.
Seema jest wieloletnim reprezentantem tego kraju. W dorosłej kadrze rozegrał 35 meczów i strzelił 4 gole. Reprezentował Lesotho podczas COSAFA Cup 2004, a jego reprezentacja odpadła już po pierwszej rundzie, przegrywając w rzutach karnych z Botswaną. Seema nie trafił decydującej jedenastki.